# آيت هشام
آيت هشام أو كما تنطق بلهجة المحلية آيث هشم هي منطقة تابعة لآيت يوسف أو علي (دائرة بني ورياغل) بإقليم الحسيمة بالمغرب تقع مع الحدود مع أجدير ودوار إزفزافن ودوار آيت مسعود.

## تعريف
هي منطقة تندرج في المنطقة الشمالية للمغرب المسماة بالريف ضمن دائرة بني ورياغل أي الفئة الناطقة باللهجة الورياغلية التي هي جزء لا يتجزء من اللهجة الريفية وأقرب البلديات الحضرية القريبة لها إمزورن، بوكيدارن، أجدير والحسيمة. كما أن أغلب سكانها هاجروا إلى إمزورن أو الحسيمة واستقروا فيها.
هاجر منها الكثير في اتجاه المناطق الحضرية (إمزورن والحسيمة) من جهة، ومن جهة أخرى إلى خارج المغرب وخاصة الدول الأوروبية أغلبهم اختاروا إسبانيا، فرنسا، بلجيكا وهولندا وقلة في الدول المجاورة الأخرى مثل ألمانيا، الدانمارك، النرويج، السويد.